# Frans Limburg
Cornelis Franciscus (Frans) Limburg (Purmerend, 16 december 1963) is een Nederlandse zanger, muzikant en (stem)acteur. (Stem)acteur-regisseur Stan Limburg is zijn oudere broer. Hij studeerde zang en lichte muziek aan het conservatorium in Alkmaar, bij Margriet Eshuijs, Maja Schermerhorn en Herman van Doorn.

## Biografie
Limburg begon zijn carrière in 1990 bij zang- en dansgroep Jeans. In het tweede seizoen van Josephine, the Musical was hij lid van het ensemble en speelde hij de rol van Jo Bouillon. Bij het Koninklijk Ballet van Vlaanderen speelde hij Pilatus in Jesus Christ Superstar; de rockopera van Andrew Lloyd Webber en Tim Rice. In de eerste Nederlandstalige productie van Evita (ook van Webber en Rice) door Joop van den Ende Theaterproducties speelde hij de rol van tangozanger Augustin Magaldi. In het tweede seizoen, met Doris Baaten als Evita, was Limburg tevens understudy voor de rol van Che. In de musical Joe van Ad van Dijk en Koen van Dijk was Limburg lid van het ensemble en speelde hij de rol van kolonel Spijker.
In het eerste seizoen van de Lido-dinnershow MADley Amsterdam van Haye van der Heyden werkte Limburg samen met zijn broer Stan. In 2005 speelde hij het standbeeld Hans Andersen in de Eftelingsprookjesshow 200 jaar Hans Christiaan Andersen. Zijn tegenspeelster in de rol van Fee was Joyce Stevens. Limburg treedt met regelmaat op als gastsolist bij koren, harmonie- en fanfareorkesten. In overleg met dirigent Jan Schut vertaalde Limburg in 2002 de monoloog van Ahab!, een compositie voor acteur en orkest van de Amerikaan Stephen Melillo gebaseerd op de roman Moby Dick van Herman Melville. Hij voerde het stuk regelmatig uit, onder andere met het Symfonisch Harmonieorkest Amsterdam en het Gelders Fanfare Orkest. Met dit laatste orkest werkte hij in 2013 weer samen. Voor hun deelname aan het Wereld Muziek Concours in Kerkrade en in verband met hun 25-jarig jubileum liet het orkest door componist Harrie Janssen een stuk componeren: De Verschrikkingen van het IJs en de Duisternis voor fanfare en verteller. In 2008 en 2009 was hij gastsolist, samen met collega Gerlinde Vliegenthart, bij het Musical Highlights-concert van de Scratch Muziekdagen Leiden. In 2004 werd Limburg gevraagd voor de rol van Captain Hook in de videoclip van popgroep Ch!pz' gelijknamige, derde single.
Limburg werkt sinds 2004 ook als stemacteur en deed de Nederlandstalige nasynchronisatie voor films als Happy Feet, Cars, Cars 2 en Shark Tale. In de film Star Wars: The Clone Wars en in de gelijknamige televisieserie is hij de stem van Admiraal Yularen en Generaal Grievous. In Avengers Assemble en Disney Infinity 3.0 is Limburg de stem van Vision. Limburg sprak ook de stem in van Kraven the Hunter in de televisieserie Ultimate Spider-Man.
Voor de kindertheatervoorstelling Ojé van theatermaker Sylvia Wardenaar componeerde en arrangeerde Limburg alle muziek. Sinds 2002 blaast hij bas-tuba bij de Nederlandse balkanfanfare Waarschuwing voor de Scheepvaart. In 2003 verscheen de derde cd van de band: King Fethi's Dream. Van 2005 tot 2008 was hij lid van Ot Azoj Klezmerband als basblazer en zanger en werkte hij mee aan de cd Express Oriënt. Voor het gelijknamige theaterconcert schreef hij het script.

## Filmografie

### Nasynchronisatie
- The Polar Express - jongetje, vader van het jongetje, conducteur, de vagebond en de Kerstman
- Alice in Wonderland - overige stemmen
- Cars - Peterbilt, Tex Dinoco en overige stemmen
- Barbie: Fairytopia (2005) - Hue en Ruby
- Barbie en de magie van Pegasus (2005) - Wenlock en Ferris
- Madagascar, Madagascar 2, Madagascar 3: Europe's Most Wanted, Penguins of Madagascar - Skipper
- De Gelaarsde Kat - Snor Man en Barman
- Ponyo - Fujimoto (theatrale release)
- Barbie als de Eilandprinses (2007) - Zang Azul
- WALL•E, BURN-E - Kapitein B. McCrea
- Rapunzel - Verliefde Broer
- Monsters University - Wedstrijdpresentator
- Monsters vs. Aliens - Missing Link
- Regular Show - Benson
- Yogi Bear - Yogi Bear
- Rango - Mariachimuzikant en Verteller Señor Flan
- De Smurfen, De Smurfen 2, The Smurfs: The Legend of Smurfy Hollow - McSmurf
- The Adventures of Tintin: Secret of the Unicorn - Kapitein Haddock
- Kung Fu Panda 2 - Meester Krok
- Dr. Seuss' The Lorax - Mr. O'Hare
- The Lego Movie - Lord Business / President Business, vader van jongetje Finn
- The Lego Movie 2: The Second Part - Lord Business / President Business, vader van jongetje Finn
- The Muppets, Muppets Most Wanted - Animal
- Star Wars: The Clone Wars - General Grievous, Wullf Yularen, Mas Amedda, Embo
- Wanders Wereld - Heer Heethoofd
- Zambezia: de Verborgen Vogelstad - Overige stemmen
- Alicia weet wat te doen! - Dr. Seleznev
- Alice in Wonderland de game - Maartse Haas
- The Powerpuff Girls (Reboot) - Mojo-Jojo
- Toy Story 3 - Spriet en Aliens
- Hawaiian Vacation - Alien
- Small Fry - T-Bone, Kleine Zurg en Ghostburger
- Disney Infinity spellen - Aliens, Butch Cavendish, Bailey, General Grievous
- Cars 3 - Tex Dinoco
- Incredibles 2 - Politieman
- How to Train Your Dragon 2 - Drako's Mannen, Volk Van Berk, Drakenjagers
- Mr. Peabody & Sherman - Ay
- Shrek Forever After - Doris, Geppetto
- Scared Shrekless - Geppetto, De Zeven Dwergen
- Monster High: 13 Wishes - Overige stemmen
- Koemba: de Zebra die zijn Strepen Kwijt is - Overige stemmen
- Ben 10: Alien Force - Rath, Vilgax
- Ben 10: Ultimate Alien - Morgg, Captain Nemesis
- Storm Hawks - Repton
- De Grimmige Avonturen van Billy en Mandy - Boeman, Hoss Delgado
- Kid vs. Kat - Burt Burtonburger
- Gravity Falls - Manly Dan, Leaderar, Talking Pinball Machine
- Penn Zero: Part-Time Hero - Rippen
- Bob de Bouwer - Mega Machines
- Storks - Beta-wolf
- The Lego Batman Movie - Bane, Two-Face, Killer Croc, King Kong, Sauron
- Wonder Park - Overige stemmen
- The Queen’s Corgi - Donald Trump
- Thomas de Stoomlocomotief, Opgraven & Ontdekken
- Robocar Poli - Op Avontuur in de Stad
- Mao Mao: Helden met een Puur Hart - Orangslang
- Wat Beren Leren: De film
- Dumbo - Overige stemmen
- Star Wars: Visions - Imperial Officer
- What If...? - Bruce Banner, Kraglin, Hogun en overige stemmen
- Muppets Haunted Mansion - Animal, Johnny Fiama, Bubba de Rat, Beautiful Day Monster
- LEGO Star Wars Zomervakantie - Han Solo
- Star Wars: Tales of the Jedi - Count Dooku
- Strange World - Overige stemmen
- Lego Monkie Kid - Demon Bull King
- Spider-Man: Across the Spider-Verse - J. Jonah Jameson
- Binnestebuiten 2 - Vergeter Bobby
- Beyblade X - Voiceover